# Barcelos (Amazonas)
Barcelos é um município brasileiro no interior do estado do Amazonas, Região Norte do país. Fundada em 1728 e elevada à vila em 6 de maio de 1758, é uma cidade histórica, tendo sido a primeira capital da província do Amazonas antes de a sede administrativa ser transferida para Manaus. O município foi criado em 1931.
Pertence à Região Geográfica Intermediária de Manaus e Região Geográfica Imediata de São Gabriel da Cachoeira.

## Etimologia
Barcelos é nome que tem origem no Latim. Sobrenome português toponímico; nome de uma cidade em Portugal (Barcelos), ou seja de origem geográfica. O nome tem origem no pré-romano "Barcela", que significa pequeno terreno, próximo a um rio que é inundado ou alagado com frequência.

## História
A história da cidade de Barcelos teve início em 1728 com o nome de Missão de Nossa Senhora da Conceição de Mariuá (mari = grande; iuá = braço; significa, portanto, braço grande ou grande braço do Rio Negro) pelo Frei Carmelita Matias de São Boaventura, vindo do Rio Japurá.
A Aldeia de Mariuá foi construída pelo tuxaua Camandri, da nação Manau, à margem direita do Rio Negro sendo o primeiro registro daquilo que seria futuramente a cidade de Barcelos.
A missão progrediu rapidamente e aos Manau juntaram-se Barés, Banibas, Passés e Uerequenas, e anos depois Frei Matias é substituído por Frei José de Madalena. Em 1754 o governador Francisco Xavier Mendonça Furtado chega a Mariuá, para cumprir tratado de limites entre Portugal e Espanha, fica por dois anos na Vila e executa as primeiras obras no lugar. Em 6 de Maio de 1758 a Aldeia de Mariuá é elevada a categoria de Vila com foros de capital da  Capitania de São José do Rio Negro, tendo como primeiro Governador Joaquim de Melo e Póvoas. A partir daí, passou a ser chamada de BARCELOS, em homenagem à cidade portuguesa do Minho, obedecendo, assim, normas contidas no Diretório dos índios que estabelecia que os nomes das povoações indígenas deveriam ser mudados para nomes portugueses.
Em 1788 o Coronel Manuel da Gama Lobo D’Almada é nomeado Governador da Capitania e três anos mais tarde a sede da capitania passa para o Lugar da Barra (Manaus), retornando à Barcelos em 1799. Em 1808 a sede é transferida definitivamente para o Lugar da Barra, e em 1806, obedecendo a ordens do Governador Joaquim Vitório da Costa, são demolidos todos os prédios da Vila de Barcelos, à exceção do palácio, da provedoria e da Igreja.
A partir dessa transferência, Barcelos entrou num profundo estado de decadência, ficando na condição de simples Comarca. Somente com a chegada dos salesianos no início do século XX é que começou a erguer-se novamente e, através do Decreto-Lei estadual nº 68, de 31 de março de 1938, Barcelos recebeu foros de cidade. Trinta anos mais tarde é reconhecido como área de segurança nacional pela Lei Federal nº 5.449 de 04 de junho de 1968.

## Geografia

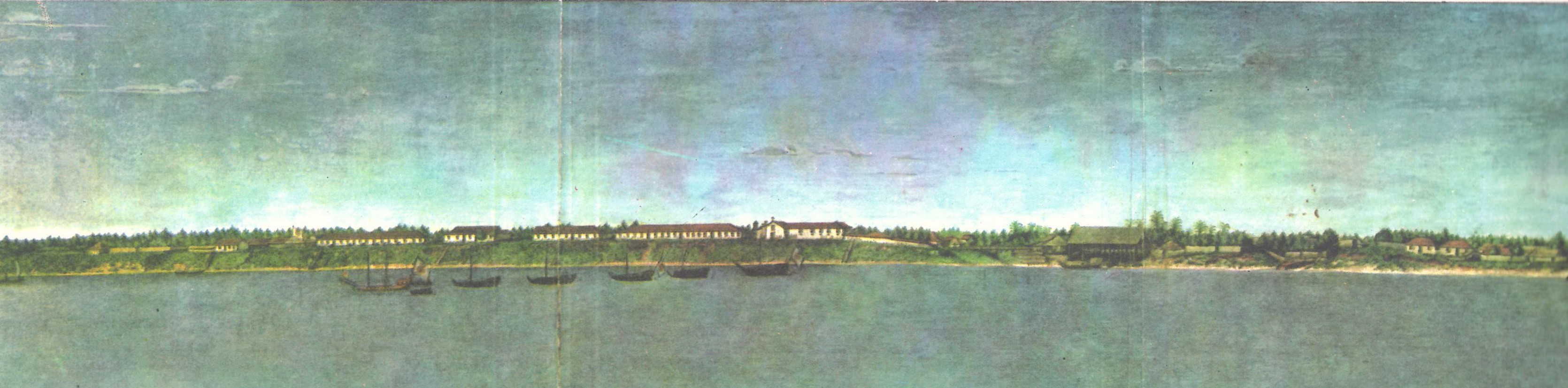
Barcelos, final do século XVIII.

Situa-se na margem direita do rio Negro, a 405 km de Manaus (656 km por via fluvial). Seus limites são a Venezuela a noroeste e norte; os municípios roraimenses de Iracema a nordeste e Caracaraí a leste; Novo Airão a sudeste e sul; Codajás e Maraã a sudoeste; e Santa Isabel do Rio Negro a oeste.
Sua área, que é de 122.476 km², faz do município o maior do estado do Amazonas em área territorial, e o segundo maior do Brasil, atrás apenas de Altamira, no estado do Pará. Também integra a lista dos maiores municípios do mundo em área territorial. A área representa 7.7973 % do Estado, 3.1784 % da Região e 1.4415 % de todo o território brasileiro. Caso Barcelos fosse um estado do Brasil seria maior que vários estados, como Pernambuco, Santa Catarina, Paraíba, Rio Grande do Norte, Espírito Santo e Rio de Janeiro, entre outros. O território do município é marcado pelo arquipélago de Mariuá, o maior arquipélago fluvial da Terra.

### Clima
Segundo dados do Instituto Nacional de Meteorologia (INMET), referentes ao período de 1961 a 1975, 1981 a 1986 e a partir de 1993, a menor temperatura registrada em Barcelos foi de 15,7 °C em 21 de novembro de 1969, e a maior atingiu 39,1 °C em 13 de outubro de 1997. O maior acumulado de precipitação em 24 horas foi de  milímetros (mm) em 171,9 mm em 12 de março de 2005. Maio de 1966, com 588,5 mm, foi o mês de maior precipitação.
| Dados climatológicos para Barcelos | Dados climatológicos para Barcelos | Dados climatológicos para Barcelos | Dados climatológicos para Barcelos | Dados climatológicos para Barcelos | Dados climatológicos para Barcelos | Dados climatológicos para Barcelos | Dados climatológicos para Barcelos | Dados climatológicos para Barcelos | Dados climatológicos para Barcelos | Dados climatológicos para Barcelos | Dados climatológicos para Barcelos | Dados climatológicos para Barcelos | Dados climatológicos para Barcelos |
| Mês | Jan                                | Fev                                | Mar                                | Abr                                | Mai                                | Jun                                | Jul                                | Ago                                | Set                                | Out                                | Nov                                | Dez                                | Ano                                |
| --- | ---------------------------------- | ---------------------------------- | ---------------------------------- | ---------------------------------- | ---------------------------------- | ---------------------------------- | ---------------------------------- | ---------------------------------- | ---------------------------------- | ---------------------------------- | ---------------------------------- | ---------------------------------- | ---------------------------------- |
| Temperatura máxima recorde (°C) | 38,2                               | 37,3                               | 37,2                               | 38,1                               | 37                                 | 37,4                               | 37                                 | 36,9                               | 38,4                               | 39,1                               | 37,4                               | 37                                 | 39,1                               |
| Temperatura máxima média (°C) | 32,6                               | 32,5                               | 32,3                               | 31,8                               | 31,2                               | 31,3                               | 31,8                               | 32,5                               | 33                                 | 33,4                               | 33,1                               | 32,9                               | 32,4                               |
| Temperatura média compensada (°C) | 26,9                               | 26,8                               | 26,7                               | 26,4                               | 26                                 | 25,9                               | 26                                 | 26,5                               | 26,7                               | 27                                 | 27                                 | 27                                 | 26,6                               |
| Temperatura mínima média (°C) | 22,6                               | 22,7                               | 22,7                               | 22,6                               | 22,5                               | 22,1                               | 21,9                               | 22,2                               | 22,3                               | 22,6                               | 22,6                               | 22,8                               | 22,5                               |
| Temperatura mínima recorde (°C) | 17,2                               | 19,2                               | 19,5                               | 20                                 | 18,5                               | 18,3                               | 17                                 | 18,8                               | 19                                 | 19,4                               | 15,7                               | 19,5                               | 15,7                               |
| Precipitação (mm) | 175,2                              | 185,9                              | 262,7                              | 326,7                              | 312,5                              | 259,5                              | 188,4                              | 136,9                              | 109,9                              | 102,6                              | 139,9                              | 162,4                              | 2 362,6                            |
| Dias com precipitação (≥ 1 mm) | 13                                 | 13                                 | 15                                 | 18                                 | 21                                 | 18                                 | 15                                 | 12                                 | 10                                 | 10                                 | 10                                 | 12                                 | 167                                |
| Umidade relativa compensada (%) | 85                                 | 84                                 | 86,4                               | 87,9                               | 89,7                               | 88,5                               | 86,5                               | 84,8                               | 84,4                               | 83,9                               | 85                                 | 84,1                               | 85,9                               |
| Insolação (h) | 157,6                              | 128,1                              | 126,4                              | 116,9                              | 125,2                              | 133,1                              | 168,2                              | 180,7                              | 170,1                              | 164,2                              | 153,9                              | 155,8                              | 1 780,2                            |
| Fonte: Instituto Nacional de Meteorologia (INMET) (normal climatológica de 1981-2010; recordes de temperatura: 01/01/1961 a 31/12/1975, 01/01/1981 a 31/08/1986 e 01/02/1993-presente) |                                    |                                    |                                    |                                    |                                    |                                    |                                    |                                    |                                    |                                    |                                    |                                    |                                    |

## Economia
A produção agrícola, baseada nas culturas de banana, açaí, castanha, macaxeira e mandioca, e não supre as necessidades do município, que importa a maioria dos gêneros alimentícios que consome.
Tem como sua principal fonte de renda a pesca sustentável de peixes ornamentais, destacando-se pela grande produção e pela exportação dos mesmos. Barcelos exporta mais de 20 milhões de peixes para todo o mundo, principalmente para o Japão, sendo que de cada cinco peixes exportados, um é o cardinal.

## Turismo
Barcelos possui um bom potencial turístico. Uma cidade cercada de águas, um de seus grandes atrativos turísticos é a pesca desportiva e seus parques de conservação.

#### Atrações turísticas
- Parque Nacional do Jaú

- Parque Estadual Serra do Aracá

- Cachoeira do El Dorado

Considerada a maior queda d'água livre do Brasil, com quase 400m de altura.
- Abismo Guy Collet

Considerada a caverna mais profunda do Brasil.
- Festival do Peixe Ornamental

Evento foi instituído no município em 1994, e homenageia a cultura do município e a vida dos pescadores conhecidos como "piabeiros". Na época da festa, o pescador expõe espécies raras de peixes e os turistas elegem o mais exótico. A festa costuma atrair milhares de visitantes e apresenta uma programação de pesca desportiva, ecoturismo e espectáculos.
- Pesca desportiva

Barcelos possui a maior concentração de peixes tucunarés de toda a Amazônia. O maior peixe tucunaré já pescado na história foi em Barcelos, com 12,445 kg. A pesca desportiva é muito valorizada pelos seus habitantes e ecologicamente correta.